# Lusseray
Lusseray é uma comuna francesa na região administrativa da Nova Aquitânia, no departamento de Deux-Sèvres. Estende-se por uma área de 8,14 km². Em 2010 a comuna tinha 163 habitantes (densidade: 20 hab./km²).